# ГЕС Chelsea
ГЕС Chelsea – гідроелектростанція у канадській провінції Квебек, трохи більше ніж за десять кілометрів на північ від столиці країни Оттави. Знаходячись між ГЕС Paugan (вище по течії) та ГЕС Rapides-Farmers, входить до складу каскаду на Гатіно, котра навпроти зазначеного міста впадає ліворуч до річки Оттава (є так само лівою притокою річки Святого Лаврентія, що дренує Великі озера).
В межах проекту річку перекрили бетонною гравітаційною греблею висотою 34 метри та довжиною 497 метрів, яка утримує доволі невелике водосховище з об’ємом 17 млн м3 (накопичення ресурсу для стабілізації стоку здійснюється у верхній частині сточища Гатіно за допомогою  потужних резервуарів Баскатонг та Кабонга).
Інтегрований у правобережну частину греблі машинний зал обладнаний п’ятьма турбінами загальною потужністю 152 МВт, які використовують напір у 28,4 метра.